# Phasenraum
Der Phasenraum beschreibt die Menge aller möglichen Zustände eines dynamischen Systems. Ein Zustand wird durch einen Punkt im Phasenraum eindeutig abgebildet. In der Mechanik besteht er aus verallgemeinerten Koordinaten (Konfigurationsraum) und zugehörigen verallgemeinerten Geschwindigkeiten (siehe Prinzip der virtuellen Leistung).

## Phasenraum
Ein {\displaystyle 2n}-dimensionaler Raum {\displaystyle M} mit generalisierten Koordinaten {\displaystyle q_{1},\dots ,q_{n}} und generalisierten Impulsen {\displaystyle p_{1},\dots ,p_{n}} nennt man Phasenraum. Bei einem System mit {\displaystyle n} Freiheitsgraden ergibt sich dadurch ein {\displaystyle 2n}-dimensionaler Phasenraum. 
Beispielsweise hat ein Gasteilchen im dreidimensionalen Raum {\displaystyle n=3} Freiheitsgrade, mit den zugehörigen Impulsen sind das {\displaystyle 6} Phasenraumkoordinaten. Ein System (Gas) von {\displaystyle N} Teilchen hat einen {\displaystyle 6N}-dimensionalen Phasenraum. Es werden aber auch Phasenräume in anderen Anwendungen außerhalb der Mechanik untersucht.
Die zeitliche Entwicklung eines Punktes im Phasenraum wird durch Differentialgleichungen beschrieben und durch Trajektorien (Bahnkurven, Orbit) im Phasenraum dargestellt. Diese sind durch Differentialgleichungen erster Ordnung in der Zeit beschrieben und durch einen Anfangspunkt eindeutig festgelegt (ist die Differentialgleichung zeitunabhängig, sind dies autonome Differentialgleichungen). Dementsprechend kreuzen sich zwei Trajektorien im Phasenraum auch nicht, da an einem Kreuzungspunkt der weitere Verlauf nicht eindeutig ist. Geschlossene Kurven beschreiben oszillierende (periodische) Systeme.

Konstruktion eines Phasen(raum)porträts für ein mathematisches Pendel

Für Systeme mit bis zu drei Variablen kann der Phasenraum graphisch dargestellt werden. Insbesondere für zwei Variable kann man so die Bewegung (Trajektorien, Phasenraumfluss als Vektorfeld) in einem Phasenraumporträt oder Phasenporträt anschaulich darstellen und qualitativ analysieren (Phasenraumanalyse, Nullklinen und Fixpunkte).

### Mathematische Formalisierung
In der hamiltonschen Mechanik ist der Phasenraum eine symplektische Mannigfaltigkeit {\displaystyle (M,\omega )} und die hamiltonsche Mechanik nach den Worten von Wladimir Arnold ist die Geometrie des Phasenraums. Der Standardphasenraum ist {\displaystyle (\mathbb {R} ^{2n},\omega )} mit der nicht-ausgearteten, geschlossene Differentialform vom Grad {\displaystyle 2}
{\displaystyle \omega =\sum \limits _{i=1}^{n}dp_{i}\wedge dq_{i}}.
Da die Impulse als Ableitungen der Hamiltonfunktion nach den generalisierten Koordinaten definiert sind, ist der Phasenraum dort ein Kotangentialbündel {\displaystyle M=T^{*}Q} über dem Konfigurationsraum {\displaystyle Q}. Anschaulich ist der Phasenraum also die Menge aller linearen Funktionale, die auf den Vektoren der Tangentialräume an allen Punkte {\displaystyle p\in Q}, des Konfigurationsraums wirken, das heißt
{\displaystyle T^{*}Q=\bigsqcup _{p\in M}T_{p}^{*}Q=\{(p,f_{p})\mid p\in Q,\;f_{p}\colon T_{p}Q\to \mathbb {R} \;{\text{linear}}\}.}
Ein dynamisches System, dessen Trajektorien den gesamten Phasenraum ausfüllen, also jedem Punkt im Phasenraum beliebig nahekommen, nennt man ergodisch, siehe auch Ergodenhypothese. Bei konservativen mechanischen Systemen (abgeschlossenen Systemen) ist nach dem Satz von Liouville das Phasenraumvolumen benachbarter Trajektorien zeitlich konstant, bei dissipativen Systemen nimmt es ab (offene Systeme).
In der Quantenmechanik drückt die Heisenbergsche Unschärferelation eine Quantisierung des Phasenraums aus. In der älteren Quantentheorie erfolgt dies durch die Bohr-Sommerfeld-Quantisierung. Übergänge von Verteilungsfunktionen vom klassischen zum quantenmechanischen Phasenraum (und umgekehrt) liefern die Wigner-Funktion und Weyl-Quantisierung.

### Historisches
Der historische Ursprung der Verwendung von Phasenräumen wird häufig auf Joseph Liouville zurückgeführt – wegen des Satzes von Liouville (1838), dass bei konservativen Systemen (mit Energieerhaltung) das Phasenraumvolumen benachbarter Trajektorien zeitlich konstant ist. Liouville hatte aber kein mechanisches System im Auge, sondern bewies den Satz für allgemeine gewöhnliche Differentialgleichungen erster Ordnung, die Verbindung zur Mechanik schlug erst Carl Gustav Jacobi vor. Das Phasenraumkonzept entstand erst, nachdem im weiteren Verlauf des 19. Jahrhunderts die Mathematiker zur Betrachtung höherdimensionaler Räume übergingen. Die erste Verwendung des Phasenraums im heutigen Sinn war bei Ludwig Boltzmann 1872 im Rahmen seiner Untersuchungen der statistischen Mechanik, was 1879 von James Clerk Maxwell übernommen wurde. Das Konzept fand dann Verwendung in den Vorlesungen von Boltzmann und Josiah Willard Gibbs zur statistischen Mechanik, im Artikel zur statistischen Mechanik in der Enzyklopädie der mathematischen Wissenschaften von 1911 von Paul Ehrenfest und Tatjana Ehrenfest (die die Bezeichnung {\displaystyle \Gamma } für den Phasenraum einführten) und in der qualitativen Theorie der Differentialgleichungen durch Henri Poincaré.

## Beispiel einer Phasenraumanalyse

Phasenporträt des gedämpften Feder-Masse-Schwingers mit Vektorfeld und Trajektorie

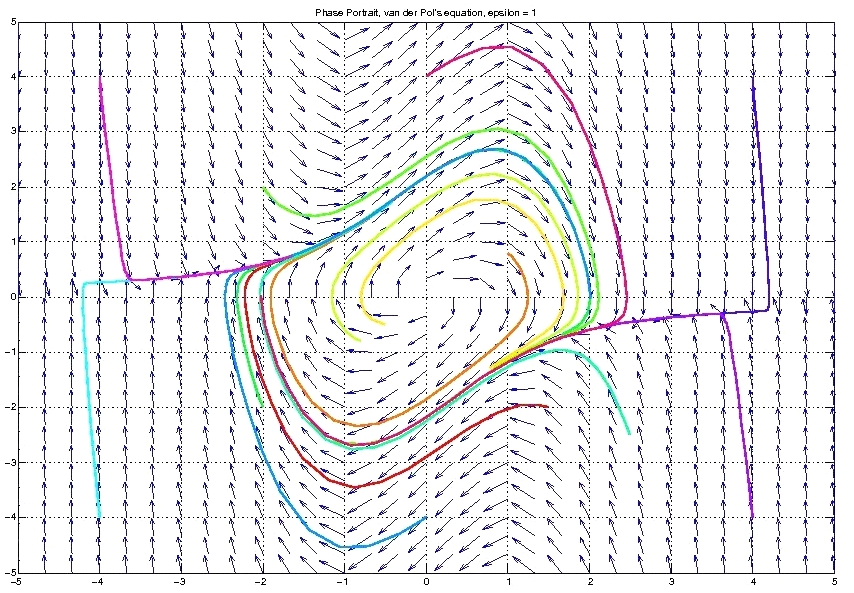
Phasenporträt des Van-der-Pol-Oszillators mit Vektorfeld und typischen Trajektorien

Phasenraum eines ebenen Pendels mit dem Winkel auf der x-Achse und der Winkelgeschwindigkeit auf der y-Achse. Der Phasenraum ist bezüglich des Winkels periodisch mit Periode. Der Fixpunkt ist stabil, der Fixpunkt instabil. Die Separatrix, die den Bereich der „hin und her“-Pendelbewegungen (kreisförmige Bewegung um den stabilen Fixpunkt) von dem oberen und unteren Bereich der kontinuierlichen Rechts- bzw. Linksdrehungen trennt, ist als rote Linie eingezeichnet.

Das Phasenraumporträt gibt eine Möglichkeit, die zeitlichen Entwicklungen dynamischer Systeme graphisch zu analysieren. Dazu werden nur die dynamischen Gleichungen des Systems benötigt, eine explizite Darstellung der Zeitentwicklung, etwa durch analytisches Lösen einer Differentialgleichung, ist nicht nötig.
Als Beispiel folgen einige Elemente der Phasenraumanalyse in einem zweidimensionalen System {\displaystyle {x,y}}, das durch die Differentialgleichungen ({\displaystyle x'={\frac {\mathrm {d} x}{\mathrm {d} t}}}, {\displaystyle y'={\frac {\mathrm {d} y}{\mathrm {d} t}}})
{\displaystyle x'=f(x,y)}
{\displaystyle y'=g(x,y)}
beschrieben ist:
- Einzeichnen des Vektorfelds der Dynamik: Für ein Raster von Punkten wird die Richtung der Bewegung im Phasenraum durch Pfeile dargestellt. Folgt man nun ausgehend von einem bestimmten Startpunkt dem Pfeil, kommt man zu einem neuen Punkt, wo man dieses Vorgehen wiederholen kann. So kann man anhand des Vektorfelds zusätzlich typische Trajektorien in das Phasenraumporträt einzeichnen, die das qualitative Verhalten der zeitlichen Entwicklung einzuschätzen helfen. Beim van-der-Pol-Oszillator zum Beispiel laufen alle Trajektorien auf einen Grenzzyklus zu, was sich anhand von Beispieltrajektorien innerhalb und außerhalb des Zyklus illustrieren lässt. Für einfache dynamische Systeme kann man Vektorfeld und Beispieltrajektorien oft mit der Hand einzeichnen, bei komplexeren Systemen kann dies durch Computerprogramme geschehen.

- Einzeichnen der Nullklinen: Eine Nullkline bezeichnet eine Kurve im Phasenraum, entlang der sich eine der dynamischen Variablen nicht ändert. Im Fall des obigen zweidimensionalen Systems ist die x-Nullkline durch die Bedingung {\displaystyle x'=f(x,y)=0} und die y-Nullkline durch {\displaystyle y'=g(x,y)=0} definiert. Diese Gleichungen lassen sich häufig auch dann nach einer der Variablen auflösen, wenn die Gesamtdynamik nicht analytisch integriert werden kann.

- Bestimmen von Fixpunkten und ihrer Stabilität: Als Fixpunkte werden Zustände bezeichnet, die sich mit der Zeit nicht ändern. Solche Fixpunkte entsprechen den Kreuzungspunkten der Nullklinen im Phasenraum. Im obigen zweidimensionalen System erklärt sich das dadurch, dass an so einem Kreuzungspunkt die Bedingung {\displaystyle g(x,y)=f(x,y)=0} erfüllt ist. Durch eine lineare Stabilitätsanalyse kann auch bestimmt werden, ob Trajektorien in der Nähe dieser Punkte angezogen oder abgestoßen werden.

- Finden von Separatrizen: Als Separatrix (abgeleitet von lat. separare „trennen“) wird eine Kurve bzw. (Hyper-)Fläche bezeichnet, die Phasenraumgebiete mit unterschiedlichem (Langzeit-)Verhalten voneinander trennt.[7] Gibt es beispielsweise zwei Fixpunkte, die Trajektorien anziehen, gibt es unter Umständen eine Separatrix, die die beiden Einzugsbereiche voneinander trennt. Mit den Orten und der Stabilität aller Fixpunkte bzw. mit dem Vektorfeld der Dynamik können in geeigneten Fällen die Separatrizen ohne weitere Berechnungen gefunden werden.